# Cascade de la Frasnée
La cascade de la Frasnée est une chute d'eau située dans le massif du Jura, à 660 m d'altitude. Elle est située en Franche-Comté, dans le département du Jura, sur le territoire de la commune de La Frasnée. La cascade forme le creux de La Frasnée, dans l'une des falaises de la reculée de La Frasnée.